# 沈祥
沈祥（1413年—1493年），字應禎，直隸蘇州府崑山縣（今江苏省昆山市）人，明朝政治人物。

## 生平
正統十二年（1447年）丁卯科應天府鄉試第七十九名。正統十三年（1448年）戊辰科進士。授刑部主事，谳诀平恕，为尚书俞士悦所称，迁工部员外郎。升四川参议。家居二十余年，卒年八十一。

## 家族
曾祖沈子富。祖父沈顯。父沈明。